# Mi Tierra
Mi Tierra – pierwszy, hiszpańskojęzyczny album amerykańskiej piosenkarki Glorii Estefan, wydany w 1993 roku.
Album był jednym z największych komercyjnych i artystycznych sukcesów w karierze wokalistki. Mi Tierra otrzymał nagrodę Grammy, dla najlepszego latynoskiego krążka 1993 roku. Album sprzedał się w prawie 8 milionach egzemplarzy na całym świecie, zyskując min. status platyny w Stanach Zjednoczonych oraz stając się najlepiej sprzedającą się w historii hiszpańskiego przemysłu fonograficznego płytą (zdobywając 15 krotną platynę). Album do dziś uznaje się za jeden z kluczowych dla popularyzacji muzyki latynoskiej krążków.

## Lista utworów
1. "Con los años que me quedan"
2. "Mi tierra" (Estefano)
3. "Ayer"
4. "Mi buen amor"
5. "Tus ojos"
6. "No hay mal que por bien no venga"
7. "¡Sí, Señor!..."
8. "Volverás"
9. "Montuno"
10. "Hablemos el mismo idioma"
11. "Hablas de mi"
12. "Tradición"